# Madelin Riera
Madelin Riera Bajaña (Guayaquil, Guayas, Ecuador, 7 de agosto de 1989) es una futbolista ecuatoriana que juega como atacante y su actual equipo es Barcelona Sporting Club de la Superliga femenina de Ecuador, de quien es goleadora, capitana y actuales campeones de la Superliga femenina, y tiene el record de máxima goleadora, en 2020, Madelin Riera pasó la barrera de los 50 goles y en la actual edición de la Superliga batió su propio récord. La delantera guayaquileña se convirtió en la primera jugadora en la historia del torneo en superar los 100 goles.
Fue compañera de Wendy Villón en la selección de fútbol de Guayas y la de Ecuador y hoy en día Wendy Villón es su entrenadora en el equipo Torero. Madelin juega de centrocampista, y ha sido la capitana en el Rocafuerte Fútbol Club, con el cual consiguió el primer campeonato nacional femenino de fútbol en 2013.

## Trayectoria

### Rocafuerte FC
Se inició jugando para el Rocafuerte FC; equipo en el que fue capitana y dónde fue campeona de la Serie A de Ecuador en las temporadas 2013 y 2014.

### Unión Española
Posteriormente pasa a jugar por Unión Española, dónde fue campeona en el Campeonato Ecuatoriano en las temporadas 2015, 2016 y 2017-18.

### Club Deportivo El Nacional
En el 2020 fichó por el Club Deportivo El Nacional, club en donde nuevamente fue capitana, goleadora y campeona de la Superliga Femenina.

### Deportivo Cuenca
En el 2019 fichó por Deportivo Cuenca, allí se convirtió en una de las primeras jugadoras en quedar campeonas de la naciente Superliga Femenina, este logro le permitió, junto con su equipo, clasificar a la Copa Libertadores 2019. Después de su paso por El Nacional, Madelin regresa a "las leonas" del Deportivo Cuenca para el 2021, año en el cual se consagra nuevamente como campeona y goleadora de la Superliga Femenina.

### Barcelona Sporting Club
En El 2022 fichó Por Barcelona Sporting Club, club de quien es hincha desde pequeña y el 10 de septiembre del 2023, consiguió ganar el campeonato ecuatoriano por primera vez con el club con más hinchada del Ecuador. Además fue la mejor jugadora de la Superliga femenina, goleadora del campeonato y capitana de Barcelona, equipo con el que alzó la copa después de vencer a Dragonas (Independiente del Valle) por 3 goles a 0, de visita en la ciudad de Quito.

## Selección nacional
Ha sido internacional con la Selección femenina de Ecuador que participó en la Copa del Mundo 2015 jugada en Canadá.

### Participaciones en Copas del Mundo
| Mundial                                 | Sede   | Resultado    | Partidos | Goles |
| --------------------------------------- | ------ | ------------ | -------- | ----- |
| Copa Mundial Femenina de Fútbol de 2015 | Canadá | Primera Fase | 3        | 0     |

### Participaciones en Copa América
| Copa América               | Sede      | Resultado    | Partidos | Goles |
| -------------------------- | --------- | ------------ | -------- | ----- |
| Copa América Femenina 2006 | Argentina | Primera Fase | 0        | 0     |
| Copa América Femenina 2018 | Chile     | Primera Fase | 4        | 0     |

### Participaciones en Juegos Panamericanos
| Mundial                          | Sede   | Resultado    | Partidos | Goles |
| -------------------------------- | ------ | ------------ | -------- | ----- |
| Juegos Panamericanos Canadá 2015 | Canadá | Primera Fase |          |       |

## Clubes
| Club                       | País    | Año         | Part. | Goles | Asist. | Prom. |
| -------------------------- | ------- | ----------- | ----- | ----- | ------ | ----- |
| Deportivo Quito            | Ecuador | 2009        | 4     | 2     | 0      | 0,50  |
| Liga de Quito              | Ecuador | 2011        | 3     | 1     | 0      | 0,33  |
| Rocafuerte F.C             | Ecuador | 2013 - 2014 | 43    | 26    | 0      | 0,60  |
| Unión Española             | Ecuador | 2015 - 2018 | 60    | 42    | 0      | 0,70  |
| Deportivo Cuenca           | Ecuador | 2019, 2021  | 53    | 85    | 0      | 1,60  |
| Club Deportivo El Nacional | Ecuador | 2020        | 14    | 20    | 0      | 1,43  |
| Barcelona                  | Ecuador | 2022 - 2024 | 40    | 56    | 0      | 1,40  |
| Total                      | Total   | Total       | 217   | 232   | 0      | 1,07  |

Actualizado al 23 de julio de 2024

## Estadísticas
Datos actualizados a 9 de noviembre de 2021.
| Deportivo Quito · Ecuador |               |               |     |     |    |    |     |      |      |
| | 2009          | -             | -   | 4   | 2  | 4  | 2   | 0,50 |      |
| Total club | Total club    | 0             | 0   | 4   | 2  | 4  | 2   | 0,50 |      |
| Liga de Quito · Ecuador |               |               |     |     |    |    |     |      |      |
| | 2011          | -             | -   | 3   | 1  | 3  | 1   | 0,33 |      |
| Total club | Total club    | 0             | 0   | 3   | 1  | 3  | 1   | 0,33 |      |
| Rocafuerte Fútbol Club · Ecuador |               |               |     |     |    |    |     |      |      |
| 1.ª | 2013          | 15            | 0   | 3   | 0  | 18 | 0   | 0,00 |      |
| 1.ª | 2014          | 22            | 26  | 3   | 0  | 25 | 26  | 1,04 |      |
| Total club | Total club    | 37            | 26  | 6   | 0  | 43 | 26  | 0,60 |      |
| Unión Española · Ecuador |               |               |     |     |    |    |     |      |      |
| 1.ª | 2015          | 24            | 15  | 1   | 0  | 25 | 15  | 0,60 |      |
| 1.ª | 2016          | 19            | 15  | 3   | 3  | 22 | 18  | 0,82 |      |
| 1.ª | 2017-18       | 10            | 9   | 3   | 0  | 13 | 9   | 0,69 |      |
| Total club | Total club    | 53            | 39  | 7   | 3  | 60 | 42  | 0,70 |      |
| Deportivo Cuenca · Ecuador |               |               |     |     |    |    |     |      |      |
| 1.ª | 2019          | 26            | 44  | 4   | 8  | 30 | 52  | 1,73 |      |
| Total club | Total club    | 26            | 44  | 4   | 8  | 30 | 52  | 1,73 |      |
| El Nacional · Ecuador |               |               |     |     |    |    |     |      |      |
| 1.ª | 2020          | 14            | 20  | -   | -  | 14 | 20  | 1,43 |      |
| Total club | Total club    | 14            | 20  | 0   | 0  | 14 | 20  | 1,43 |      |
| Deportivo Cuenca · Ecuador |               |               |     |     |    |    |     |      |      |
| 1.ª | 2021          | 20            | 30  | 3   | 3  | 23 | 33  | 1,43 |      |
| Total club | Total club    | 20            | 30  | 3   | 3  | 23 | 33  | 1,43 |      |
| Total carrera | Total carrera | Total carrera | 150 | 159 | 27 | 17 | 177 | 176  | 0,99 |
| (1) Incluye datos de la Copa Libertadores de América Femenina (2009, 2011, 2013, 2014, 2016, 2017, 2018, 2019, 2021). (2) No incluye goles en partidos de fútbol sala femenino, ni goles en partidos amistosos. |               |               |     |     |    |    |     |      |      |

### Resumen estadístico
| Competición                         | Part. | Goles |
| ----------------------------------- | ----- | ----- |
| Serie A Femenina Amateur de Ecuador | 90    | 65    |
| Súperliga Femenina de Ecuador       | 98    | 149   |
| Copa Libertadores                   | 30    | 21    |
| Selección Ecuatoriana               | 11    | 4     |
| Total                               | 229   | 239   |

## Palmarés

### Títulos nacionales
| Título                                            | Club                           | País    | Año        |
| ------------------------------------------------- | ------------------------------ | ------- | ---------- |
| Campeonato Ecuatoriano de Fútbol Femenino 2013    | Rocafuerte Fútbol Club         | Ecuador | 2013       |
| Campeonato Ecuatoriano de Fútbol Femenino 2014    | Rocafuerte Fútbol Club         | Ecuador | 2014       |
| Campeonato Ecuatoriano de Fútbol Femenino 2015    | Unión Española                 | Ecuador | 2015       |
| Campeonato Ecuatoriano de Fútbol Femenino 2016    | Unión Española                 | Ecuador | 2016       |
| Campeonato Ecuatoriano de Fútbol Femenino 2017-18 | Unión Española                 | Ecuador | 2017- 2018 |
| Súperliga Ecuatoriana de Fútbol Femenino 2019     | Club Deportivo Cuenca Femenino | Ecuador | 2019       |
| Súperliga Ecuatoriana de Fútbol Femenino 2020     | Club Deportivo El Nacional     | Ecuador | 2020       |
| Súperliga Femenina de Ecuador 2021                | Club Deportivo Cuenca Femenino | Ecuador | 2021       |
| Súperliga Femenina de Ecuador 2023                | Barcelona                      | Ecuador | 2023       |

### Distinciones individuales
| Distinción                                         | Distinción | Club                       | Año  |
| -------------------------------------------------- | ---------- | -------------------------- | ---- |
| Goleadora del Serie A Femenina de Ecuador          |            | Rocafuerte Fútbol Club     | 2014 |
| Goleadora de la Súperliga Femenina de Ecuador      |            | Club Deportivo Cuenca      | 2019 |
| Mejor jugadora de la Súperliga Femenina de Ecuador |            | Club Deportivo Cuenca      | 2019 |
| Goleadora de la Súperliga Femenina de Ecuador      |            | Club Deportivo El Nacional | 2020 |
| Goleadora de la Súperliga Femenina de Ecuador      |            | Club Deportivo Cuenca      | 2021 |
| Goleadora de la Súperliga Femenina de Ecuador      |            | Barcelona SC               | 2022 |
| Goleadora de la Súperliga Femenina de Ecuador      |            | Barcelona SC               | 2023 |
| Mejor jugadora de la Súperliga Femenina de Ecuador |            | Barcelona SC               | 2023 |

## Vida personal
Madelin Riera estudio la secundaria en el Liceo Cristiano; es hija de Eduardo Riera y de Rosa Bajaña.